# فيونا بروس
فيونا بروس (بالإنجليزية: Fiona Bruce)‏ هي مذيعة أخبار ومنتجة تلفزيونية وصحفية ومقدمة تلفزيونية بريطانية، ولدت في 25 أبريل 1964 في سنغافورة.

## وصلات خارجية
- فيونا بروس على موقع IMDb (الإنجليزية)
- فيونا بروس على موقع روتن توميتوز (الإنجليزية)
- فيونا بروس على موقع ميوزك برينز (الإنجليزية)
- فيونا بروس على موقع أول موفي (الإنجليزية)
- فيونا بروس على موقع قاعدة بيانات الفيلم (الإنجليزية)
- فيونا بروس على موقع كينوبويسك (الروسية)